# Охотники будущего
«Охотники будущего» — американский кинофильм.

## Сюжет
2025 год. Мировая ядерная война, разрушения и смерть миллиардов людей. Для того, чтобы предотвратить эту катастрофу, в современный Лос-Анджелес с помощью машины времени отправляется «гонец». Но он получает смертельное ранение во время путешествия сквозь время и только успевает защитить от нападения молодого человека (Роберт Патрик) и его подружку и передать им свою миссию: «Вы должны разыскать Копье Вечности…».
Далее действие развивается со скоростью пули — героям приходится постоянно отбиваться от нападающих: каратэ и перестрелки, воинственные дикие племена и моторизованные банды, мистические перевоплощения. Но бесстрашные искатели приключений продолжают уверенно идти по следу загадочного Копья Лонгина.

## В ролях
- Роберт Патрик — Слейд
- Линда Кэрол — Мишель
- Эд Крик — Филдинг
- Боб Шотт — Бавер
- Дэвид Лайт — Заар
- Пол Хомс — Хайтавер
- Питер Шилтон — старик
- Урсула Маркес — королева амазонок
- Элизабет Оропеса — охотница
- Брюс Ле — Лиу
- Нортон, Ричард — Мэтью